# Perper muntenegrean

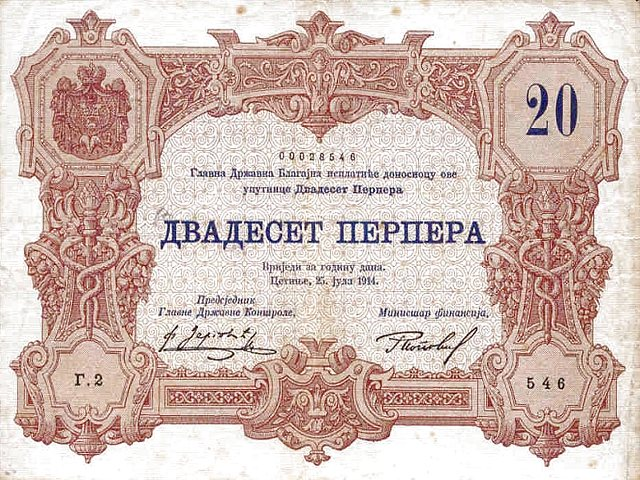
Bancnotă de 20 de perperi, emisă de Muntenegru, în 1914

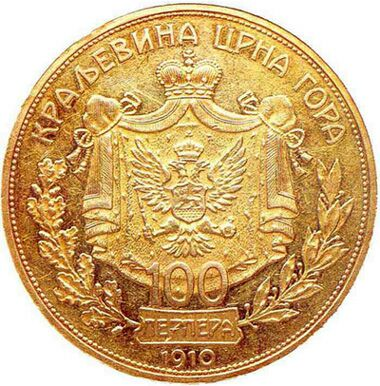
Monedă din aur, cu valoarea nominală de 100 perperi, emisă în 1910; КРАЉЕВИНА ЦРНА ГОРА; stema statului, valoarea nominală: 100 ПЕРПЕРА (100 de perperi); în exergă, milesimul, 1910).

Perperul muntenegrean (chirilică Перпер, plural перпери) a fost unitatea monetară a statului Muntenegru, între 1906 și 1918. 
Subdivizat în 100 pare (singular para, sârbă паре, singular пара.)  În cadrul Uniunii Monetare Latine, perperul echivala cu francul francez și cu leul românesc.
După integrarea statului Muntenegru în Regatul Sârbilor, Croaților și Slovenilor, viitorul Regat al Iugoslaviei, perperul muntenegren a fost înlocuit, în 1918 cu coroana iugoslavă, iar în 1920 cu dinarul iugoslav.
După destrămarea Iugoslaviei, Muntenegrul a avut  posibilitatea de a emite din nou o monedă proprie. Cu toate acestea, a decis să adopte marca germană, iar în 2002 a adoptat moneda unica europeană Euro.

## Etimologie
Denumirea acestei monede provine direct de la perperul care circula în statul vecin, Imperiul Sârb, al cărui principat, apoi regat s-au considerat succesori. Denumirea monedei sârbești perper provine de la denumirea monedei Hyperpyron, denumită și hyperper, care circula în Imperiul Bizantin.

## Monede
În anul 1906, au fost bătute monede de 1, 2, 10 și 20 de parale. Cele de 1 și 2 parale erau din bronz, în timp ce monedele de 10 și 20 de parale erau din nichel. În anul 1909, au fost bătute monede de 1 și 5 perperi de argint, urmate de o monedă de 2 perperi, în 1910. Monedele de 10 și 20 perperi din aur au fost emise în 1910, împreună cu o monedă de 100 de perperi, tot din aur, emisă, însă, în tiraj mult mai mic.

## Bancnote
Bancnotele au fost tipărite în 1912, având cupiuri de 1, 2, 5, 10, 50 și 100 de perperi. În 1914, guvernul a emis trei serii de bancnote, având valorile nominale de 1, 2, 5, 20, 50 și 100 de perperi. În timpul ocupației austriece, bancnotele din seriile a II-a și a III-a au primit supratipar la ordinul comandanților districtuali ai guvernului militar. În 1917, armata austriacă a emis vouchere în perperi convertibili și monede metalice în perperi (Münzperper) și coroane austro-ungare, cu o rată de schimb de 2 perperi = 1 perper monedă (Münzperper) = 1 coroană austro-ungară.

## Galerie de imagini

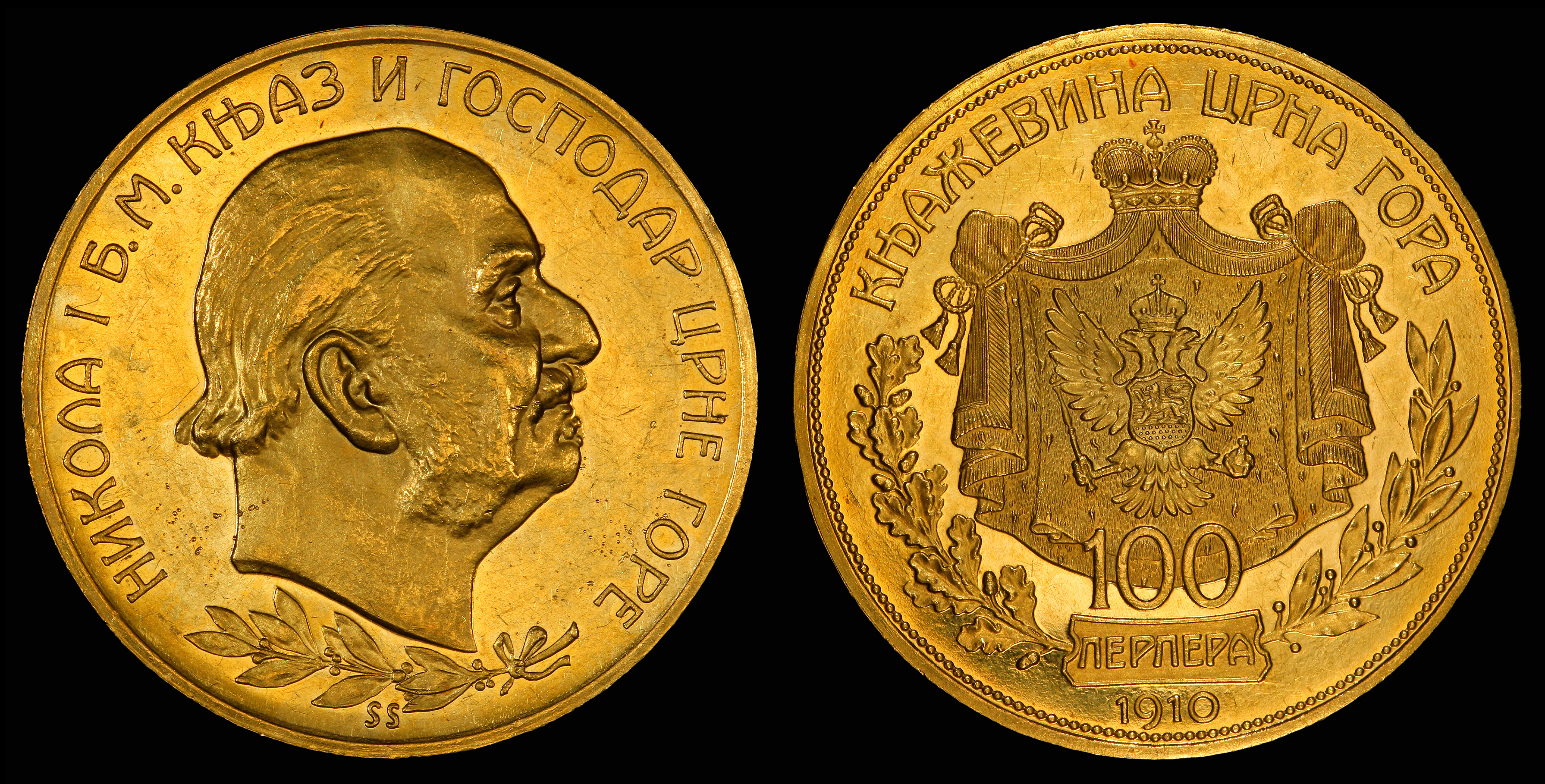
Nikola I al Muntenegrului reprezentat pe o monedă de aur, cu valoarea nominală de 100 de perper muntenegreni, din 1910, an în care el a început să folosească titlul de rege